# 東德笑話
東德笑話是指流行於德意志民主共和國（簡稱東德）的笑話，其中不少以東德政治人物（如埃里希·何內克、埃里希·梅爾克）為嘲諷對象，或以經濟短缺、東德蘇聯之間的關係、冷戰為主題。以薩克森和德國中部之間文化差異為主題的笑話也很常見。

## 政治笑话作为抗议的手段
汉斯·尤尔·施密特将东德政治笑话视为一种不满的声音和抗议的手段。东德笑话因此也多数描绘政治、经济和社会问题，批评重要的政治人物、机构和决策。因此，施密特将东德政治笑话视作公众对时事的舆论和“政治风向标”。

## 刑责
根据东德笑话专家博多·穆勒的观察，不会有人被“正式地”因为笑话而定罪：因为國家安全部（Stasi，史塔西）将其视为国家威胁或反国家言论，而根据法律，东德政治笑话可被视为违反了法律第19条“危害国家言论和仇恨言论”。由于大部分审判都是公开进行，所以这些笑话不会在庭审时被公开宣读。东德笑话会在朋友及邻居被调查时视作比较严重的事件。博多·穆勒研究的100名人员中，64名因为一条或者多条笑话而被定罪。这些人的刑期通常在一至三年，最严重的可达四年。
大部分的定罪都发生在1950年代柏林墙建造之前，在这之后对讲东德笑话的人的刑责大大降低——最后一例是1972年时三名工程师在早餐时讲笑话被定罪。1972年以後，史塔西仍然会逮捕讲笑话者，但是并不会起訴他们。1980年代时，史塔西向执政党德国统一社会党区域官员发送的月度民意调查显示公司、工会以及甚至党内部同僚之间讲政治笑话的情况越来越多。

## 西方搜集东德政治笑话作为情报
在冷战时期，东德是西德情报部门的目的之一。在70年代中期，在西德联邦情报局的一名官员提出了可以收集“另一边”（即东德）的政治笑话并作为情报评估它们。因此，在1977年末，西德联邦情报局便开始了代号为“东德笑话”的秘密行动，其主要内容就是收集和评判东德的政治笑话。
同时，西德联邦情报局的工作人员还会在为东德的难民和流亡者紧急准备的营地里采访他们。另外，所谓的“火车调查员”——大部分由中年女性组成——会在和同行乘客看起来漫无目的地交谈时收集这些笑话。有东德人来探访的西德人或者经常去东德的西德人也经常是这些笑话的来源。总体来说，西德联邦调查局的工作是成功的：其在十四年内收集了几千条东德笑话，其中657条通过特别渠道进入了联邦总理的办公室。

## 例子

### 国家和政治

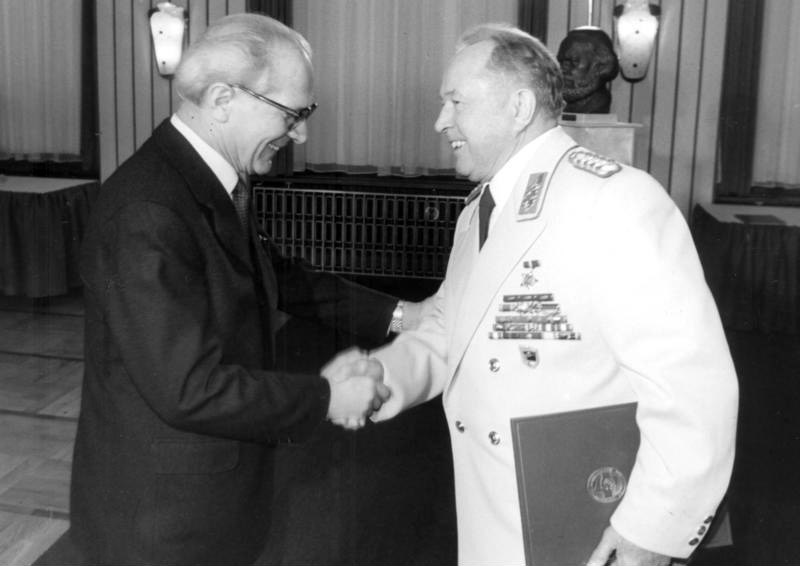
埃里希·昂纳克为史塔西领导人埃里希·梅尔克颁奖(1980)

- 哪三个世界大国由"U"开头？ — 美国（USA）、苏联（USSR，德语UdSSR）、以及“我们的民主德国”（unsere DDR）。 （德语原文: Was sind die drei großen Nationen der Welt, beginnend mit "U"? USA, UdSSR, und unsere DDR. 这笑话描绘了官方通告时使用“我们的民主德国”这个表述过于频繁，而且经常夸大东德在世界上的地位。）
- 美国、苏联和民主德国想要捞出来泰坦尼克号。美国是为了获取估计还在里面的珠宝，苏联是为了要上面先进的科技，而民主德国是为了要上面的乐队。[7]
- 一个学校老师问一个小孩子：“孩子，为什么你总是用‘苏联兄弟’这个称谓呢？应该用‘苏联朋友’才对”。孩子表示：“但是朋友是可以自行选择的啊。”
- 為何東德的廁紙如此粗糙？是為了讓每一個屁股變紅。在这里德语的“屁股”（Arschloch）同时与英语中的“混蛋”（Asshole）一词有着相同含义。
- 艾伯哈德·柯尔斯（英语：Eberhard Cohrs）有一个著名笑话：“你知道资本主义和社会主义的区别么？资本主义会做出社会错误……”，然后观众会自行推断出后面半句话的笑点。（德语原文：“Kennse den Unterschied zwischen Kapitalismus und Sozialismus? Der Kapitalismus macht soziale Fehler ...”。这里是一个德语双关语笑话，隐藏的后面半句话笑点：“Der Sozialismus macht kapitale Fehler”，其中kapital作名词是“资本”，作形容词是“极大的”；意即“社会主义会做出极大错误”。）[8]

### 史塔西
- 如何能够知道史塔西监听了你家呢？你家突然多出个小隔间，然后大街上多出了一个带发电机的半挂车。（这是为了讽刺东德落后的微电子产业。）
- 埃里希·昂纳克和史塔西领导人埃里希·梅尔克在讨论他们的爱好。昂纳克：“我喜欢收集关于我的笑话。”梅尔克：“那咱们爱好差不多，我喜欢收集讲你笑话的人。”（可参考类似的苏联笑话。）
- 為何史塔西人員都是出色的計程車司機？您剛上車他就知道您的名字和地址了。

### 埃里希·昂纳克

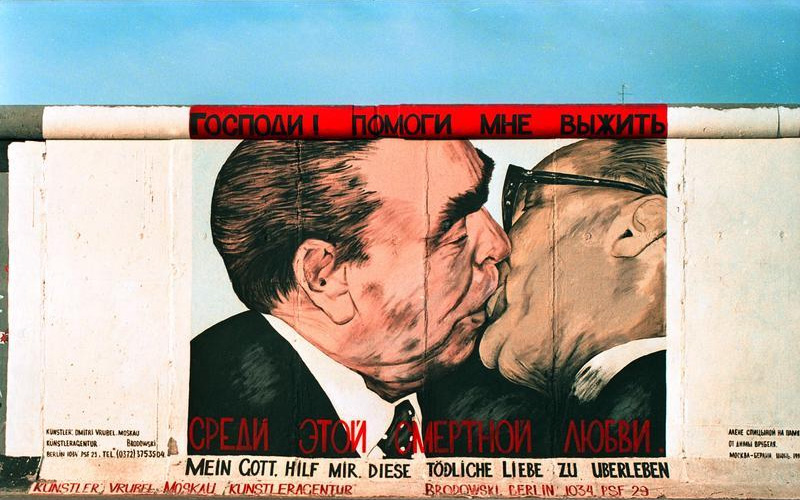
《我的上帝，助我在這致命之愛中存活》画像，上绘苏联领导人勃列日涅夫和埃里希·昂纳克的社会主义兄弟之吻。

- 早上的時候，埃里希·昂納克進了辦公室後打開了他的窗戶，問候太陽「親愛的太陽，早上好！」，於是太陽回覆道：「早上好啊，親愛的埃里希！」；工作到中午的昂納克又去窗戶邊問候太陽：「親愛的太陽，中午好！」，於是太陽又回覆：「中午好啊，親愛的埃里希！」；黃昏時，埃里希工作完了又一次去窗戶邊上問候太陽「親愛的太陽，晚上好！」，但是沒有得到任何回音。他又大喊了一次「親愛的太陽，晚上好！出了什麼問題麼？」太陽回答道：「去你的，老子現在在西邊了！」  [註 1]
- 接到来自昂纳克的电话怎么办？挂断(aufhängen)之后重新打(neuwählen)。（这是德语词aufhängen和neuwählen的双关语，可解作“挂掉电话后重新拨打”或“吊死之后重新选举”。）
- 勃列日涅夫被问及对埃里希·昂纳克的看法。布里茲涅夫回答道：“政治上来说我对他没啥感觉，但是他吻功着实一流！”（参见社会主义兄弟之吻和以布里茲涅夫與埃里希·昂纳克为主题的画作《我的上帝，助我在這致命之愛中存活》。）
- 一架载有布里茲涅夫、吉米·卡特和埃里希·昂纳克的飞机坠毁，三人因此来到了地狱。恶魔欢迎他们来到地狱，然后问三个人都来自哪里。布里茲涅夫称：“我来自苏联，是世界上最大的国家。”恶魔回答：“没听说过。”把布里茲涅夫踢進了一個水壺裏。卡特表示：“我来自美国，是世界上最强的国家。”恶魔回答：“没听说过。”又把卡特踢進了一個水壺裏。昂纳克说：“我来自东德，是个又小又不強的国家，你肯定没听说过。”恶魔回答：“啊，口号是‘和平、友谊、团结’。我们的水壶就是那儿造的”。

### 经济
- 当一个东德退休人员第一次去西德回来后，他孩子问他那头是什么样子的。他表示：“其实和这头差不多，用西德马克可以买到你想要的一切。”（参考东德的国际商店）
- 社会主义的四个敌人分别是什么？答案：春、夏、秋、冬。
- 兩片雪花在天空中，第一片雪花说：“我要去瑞典，給孩子們帶來歡樂。”；第二片雪花说：“我要去東德，去搞爛經濟。”
- 如何把香蕉作為指南針使用？——把它放在柏林牆上，被吃掉后香蕉开口的朝向就是東方。[註 2]

### 卫星型轿车

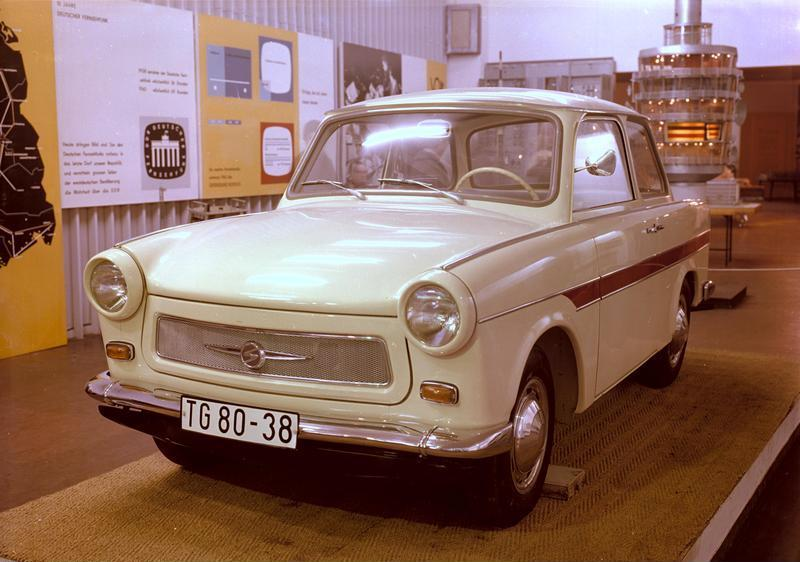
Showcased Trabant 601 (1963)

- 卫星型轿车最好的功能是什么？答：其车身后部有个发热器能够在你推它的时候保持你手暖和。
- "卫星601型轿车（英语：Trabant 601）"的意思是？" (德语的601念作“600和1”)
  - 原版：600个人订车，只有一个人能拿到车。（指当时生产能力过低，顾客要等很多年才能拿到车）
  - 1990年的变体：车行的车库有600辆卫星型轿车，但是只有1个顾客在。（指其过时且落后的技术，90年代两德统一后没有人想要这样的汽车）
  - 另一个变体：能装6个人，舒适度为0，1个人在后面推车。
- 如何抓住一辆卫星型轿车？直接在路上粘块口香糖就可以了。（讽刺卫星型轿车引擎马力不足）
- 市场上能买到的最长的汽车？卫星型轿车，它的长度有12米，其中两米是车，拉着十米的烟。（讽刺发动机工作表现不佳）
- 一个开卫星型轿车的司机不小心把雨刷器弄坏了，于是他把车开进修理站并且叫了一个技工来，问：“Wipers for a Trabi?”，技工想了一会儿之后回答：“这买卖听起来不错。”（“Wipers for a Trabi?”可被解作“有没有给卫星型轿车的雨刷器？”或“拿雨刷器换个卫星型轿车？”，讽刺汽车备件的短缺）
- 新的卫星型轿车带有两个排气管，于是你就可以拿它当手推车用了。[9]
- 如何能够让卫星型轿车价值翻倍？加满油即可。[10]
- 一个顾客买了一辆卫星型轿车，卖他车的工作人员让他先回家，九年整之后回来提车。这名顾客问：“我是九年之后的早上还是晚上来提车？”售货员表示：“你开玩笑呢吧，有什么区别么？”顾客：“因为通下水道的技工那天上午来。”
- 一位阿拉伯国家的石油大亨酋长来访问东德，昂纳克告诉他东德包括卫星型轿车在内有多么伟大的成就，于是这位酋长买了一辆。回到家一个月之后，他的车就被送到家了。“瞧瞧这服务有多好！”他跟他老婆说。“这他们就给我们送来一个模型了！”
- 由于卫星型轿车的制造材料，卫星型轿车的外号被称作“能跑的纸板”（德语：Rennpappe）。

### 萨克森人
- 一家的门铃响了。女主人去开门，又很快回来，很惊奇地跟她老公说：“迪特(Dieter)！，外面有个人在问‘Tatü tata’（拟声词，形容警车的警笛声）而且别的什么都没说是怎么回事儿？”迪特于是去门口并且笑着回来：“这是我来自萨克森州的朋友，用萨克森口音在问S do Dieto da?”（标准德语：Ist der Dieter da?，意指‘迪特在么？’）
- 一个萨克森人在咖啡馆的一个桌子边坐着。另一个人坐在了边上，踢到了这个萨克森人的小腿。这萨克森人瞥了一下但是什么也没说。那人又踢了一下这萨克森人。萨克森人开口了：“如果你踢我第三次的话，我就要换个桌子坐了。”（暗指萨克森人的性格）